# Joachim Mununga
 (mars 2025).
Si vous disposez d'ouvrages ou d'articles de référence ou si vous connaissez des sites web de qualité traitant du thème abordé ici, merci de compléter l'article en donnant les références utiles à sa vérifiabilité et en les liant à la section « Notes et références ».
Joachim Mununga, né le 30 juin 1988 à Ottignies en Belgique, est un footballeur et entraîneur belgo-congolais qui joue au poste d'attaquant ou de milieu de terrain. Il est également consultant sportif pour la télévision belge et est actuellement l'assistant de Marc Brys à la tête de la sélection du Cameroun.

## Biographie

### Carrière de joueur

#### En club
Joachim Mununga évolue à l'AFC Tubize entre 2006 et 2008.
Il est transféré au KV Malines en juillet 2008 où il y passe ses plus belles années comme professionnel, il devient également capitaine.
Après deux saisons à Malines, il signe au Gençlerbirliği SK en Turquie.
Fin de saison 2011-2012, en manque de temps de jeu, Joachim Mununga revient en Belgique et signe au Beerschot AC.
En juin 2013, après la faillite du club anversois, il signe au RAEC Mons où il ne restera qu'un an, puisqu'en juin 2014, il résilie son contrat avec l'équipe hennuyère à la suite de la rétrogradation du club en division 2.
Il prend alors la direction d'Israël, et reste deux ans au Maccabi Petah-Tikva.
À l'issue de la saison 2016-2017, après un court passage dans le club italien de l'AS Viterbese Castrense, il met un terme à sa carrière professionnelle.

#### En sélections nationales
Franky Vercauteren, alors sélectionneur intérimaire, le convoque en mai 2009 pour disputer la Coupe Kirin, où Toby Alderweireld et Radja Nainggolan entre autres débuteront leur carrière internationale. Joachim Mununga, quant à lui, ne disputera pas une seule minute de ces deux rencontres.
Fin 2010, alors âgé de 22 ans, il annonce finalement opter pour la république démocratique du Congo. Il dispute une rencontre amicale avec les Léopard face au Gabon, le 9 février 2011,, mais n'est plus sélectionné par la suite.

### Carrière d'entraîneur

#### Oud-Heverlee Louvain
En août 2017, Joachim Mununga devient entraîneur à Oud-Heverlee Louvain, chez les jeunes, en particulier les U19.
Il permet aux jeunes de finir 3e de leur championnat, derrière les jeunes du Standard de Liège et du KRC Genk.
Il est promu entraîneur adjoint de l'équipe première pour la saison 2018-2019.
Le 8 novembre 2023, la direction louvaniste décide de « faire le ménage » après un début de saison difficile et décide de se séparer de l'entraîneur principal, Marc Brys, mais aussi de Joachim Mununga et de Roel Tambeur, le préparateur physique.

#### Équipe nationale du Cameroun
En avril 2024, Marc Brys, fraîchement nommé sélectionneur du Cameroun, annonce qu'il souhaite avoir Joachim Mununga comme assistant. 

## Vie privée
Joachim Mununga est le frère d'Olivier Mununga, également footballeur et aujourd'hui retraité, qui occupe le poste de défenseur central et évolue principalement dans les divisions inférieures belges entre 2003 et 2010, débutant et achevant sa carrière au RJ Wavre.